# Al Doilea Congres Continental
Cel de Al Doilea Congres Continental, conform originalului [The] Second Continental Congress a fost o adunare de delegați ai celor Treisprezece Colonii care s-au întrunit începând cu 10 mai 1775, în Philadelphia, Pennsylvania imediat după ce schimburile de focuri în cadrul American Revolutionary War începuseră.
Al Doilea Congres Continental este adunarea delegaților care a succedat firesc Primul Congres Continental, ai cărui delegați se întruniseră pentru o scurtă perioadă de timp în timpul anului 1774, de asemenea în Philadelphia. Spre deosebire de Primul Congres care convenise teoretic și în linii mari că Cele Treisprezece Colonii vor trebui să lupte pentru independența lor, cel de-Al Doilea Congres Continental a fost capabil să coordoneze eforturile combinate ale oamenilor de a susține un război, care la început a avut un caracter colonial local, și care s-a transformat într-unul de independență.
Adoptarea la 4 iulie 1776 a Declarației de independență a Statelor Unite ale Americii a fost punctul în care Al Doilea Congres Continental a devenit de facto guvernul național al viitoarelor State Unite ale Americii. Acțiunile complexe ale acestui Congres după declararea independenței, așa cum ar fi crearea de armate, aplicarea de strategii diplomatice și militare, crearea de tratate formale, nominalizarea de diplomați și de lideri militari au contribuit la consolidarea și legitimizarea poziției sale de guvern național al țării în curs de formare.  Odată cu ratificarea documentului numit Articolele Confederației (conform, Articles of Confederation), în 1781, acest Al Doilea Congres Continental a devenit cunoscut sub numele de Congresul Confederației (conform, Congress of the Confederation).

## Date și locuri ale sesiunilor
- 10 mai 1775 – 12 decembrie 1776, Philadelphia, Pennsylvania
- 20 decembrie 1776 – 4 martie 1777, Baltimore, Maryland
- 5 martie 1777 – 18 septembrie 1777, Philadelphia
- 27 septembrie 1777 (doar o zi), Lancaster, Pennsylvania
- 30 septembrie 1777 – 27 iunie 1778, York, Pennsylvania
- 2 iulie 1778 – 1 martie 1781, Philadelphia